# Kronika rodziny Kentów
Kronika rodziny Kentów (ang. The Kent Family Chronicles lub The American Bicentennial Series) – seria ośmiu książek obyczajowo-historycznych, autorstwa amerykańskiego pisarza, Johna Jakesa.
Powieści powstawały w latach 1974–1979, dla uświetnienia 200 rocznicy powstania Stanów Zjednoczonych. W Polsce wydało je w połowie lat 90. wydawnictwo Univ-Comp, a pod koniec lat 90., ta sama edycja, w nowej szacie graficznej, ukazała się nakładem Świata Książki. W obu przypadkach, wbrew zapowiedziom, nie wydano tomu ósmego (ostatniego) – Amerykanie.

## Fabuła
Akcja każdej z książek rozgrywa się w ważnym dla kraju momencie i opowiada historię kolejnych pokoleń tytułowej rodziny Kentów od wojny o niepodległość po czasy współczesne.

Bękart – obejmuje lata 1770 – 1774

Buntownicy – obejmuje lata 1775 – 1778

Poszukiwacze – obejmuje lata 1794 – 1814

Gniewni – obejmuje lata 1836 – 1852

Tytani – obejmuje lata 1860 – 1862

Wojownicy – obejmuje lata 1863 – 1868

Bezprawie – obejmuje lata 1869 – 1877

Amerykanie – obejmuje lata 1884 – 1890

## Powieści
Na serię składają się następujące tytuły:
- Bękart (The Bastard, 1974)
- Buntownicy (The Rebels, 1975)
- Poszukiwacze (The Seekers, 1975)
- Gniewni (The Furies, 1976)
- Tytani (The Titans, 1976)
- Wojownicy (The Warriors, 1977)
- Bezprawie (The Lawless, 1978)
- Amerykanie (The Americans, 1979)

## Ekranizacje
Pierwsze trzy utwory zostały sfilmowane w latach 1978–1979. W „Poszukiwaczach” w jedną z ról wcielił się autor John Jakes.